# Пантелеймонов Олександр Євгенович
Олександр Євгенович Пантелеймонов (нар. 2 лютого 1978, Київ) — український медіаменеджер, редактор та телепродюсер. Кандидат політичних наук. Колишній т.в.о. Генерального директора Національної телекомпанії України. Керівник консультаційної компанії Kyiv Consulting Group.

## Життєпис
- Народився 2 лютого 1978 у Києві.
- У 1999 році закінчив Інститут міжнародних відносин Київського національного університету імені Тараса Шевченка[1].
- У 2003 році здобув ступінь кандидата політичних наук.
- 2002–2007 – науковий співробітник Кафедри міжнародних комунікацій та зв’язків з громадськістю Інституту міжнародних відносин Київського національного університету імені Тараса Шевченка.

## Кар'єра
- У 2008–2009 роках — шеф-редактор суспільно-політичного ток-шоу «Свобода на Інтері».
- З березня 2010 року по квітень 2014 року — заступник генерального директора НТКУ з інформаційного та суспільно-політичного мовлення[2])[3].
- З 20 лютого 2013 по 25 березня 2014 — тимчасовий виконувач обов'язків Генерального директора Національної телекомпанії України[4].
- 2015 – керівник київського офісу Агентства модернізації України.
- 2016 – засновник консультаційної компанії «Kyiv Consulting Group»

### Творча діяльність вНТКУ
- Розробник концепції, організатор виробництва телепрограм для висвітлення діяльності органів виконавчої влади України («Відверта розмова», «Підсумки тижня», «Офіційна хроніка», «Офіційна хроніка. Тиждень», «Кабмін: подія тижня», «Уряд на зв'язку з громадянами», «Слово регіонам»).
- Головний редактор телемарафонів у часі національних та релігійних свят (День Перемоги, День Хрещення України-Русі, Різдво, Великдень).
- Головний редактор телемарафону на Першому Національному «Ніч виборів» під час виборів до Верховної Ради 2012 року (28 — 29 жовтня 2012)
- У 2012 році почесний член журі марафону національної пісні «Песня объединяет нас». Телевізійного проекту який потрапив у «Книгу рекодів Гінесса».
- Активно сприяв проведенню дитячого пісенного конкурсу «Євробачення — 2013»[5].
- У 2013 році член журі Національного відбору на міжнародний пісенний конкурс «Євробачення — 2014».

### Критика
- Активно впроваджував цензуру під час Євромайдану. Рух «Стоп цензурі» у своїй заяві 24 лютого 2014 року стверджував, що «директор Першого національного Олександр Пантелеймонов повинен понести особисту відповідальність за трагедію, що забрала життя сотні людей і залишила кількасот скаліченими»[6].
- 6 грудня з Першого національного каналу через незгоду з редакційною політикою звільнилися двоє журналістів — спеціальний кореспондент ТВО інформаційно-аналітичних програм Ігор Меделян і кореспондент цього ж ТВО Сергій Лефтер. Також через незгоду з редакційною політикою каналу звільнився ще один журналіст, кореспондент програми «Підсумки дня» Ярослав Тракало. Вони заявляли, що Перший викривляє картину подій на Майдані. Оператор Першого Національного телеканалу Роман Малко в соціальних мережах заявив про цензуру на телеканалі[7].